# Stöckach (Bundorf)

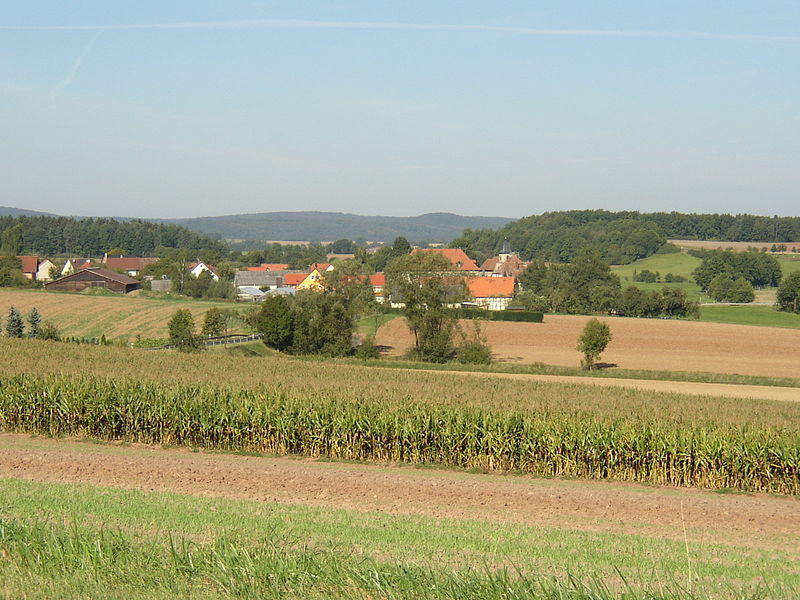
Blick auf Stöckach im September 2006

Stöckach ist ein Gemeindeteil der Gemeinde Bundorf im unterfränkischen Landkreis Haßberge in Bayern.

## Geografie
Das Kirchdorf liegt im Naturpark Haßberge nördlich der Haßberge und südöstlich von Bundorf. Der Friedrich-Rückert-Wanderweg mit Start in Schweinfurt und Ziel in Coburg führt durch Stöckach.
Nachbarorte von Stöckach sind Schweinshaupten, Kimmelsbach und Neuses.

## Geschichte

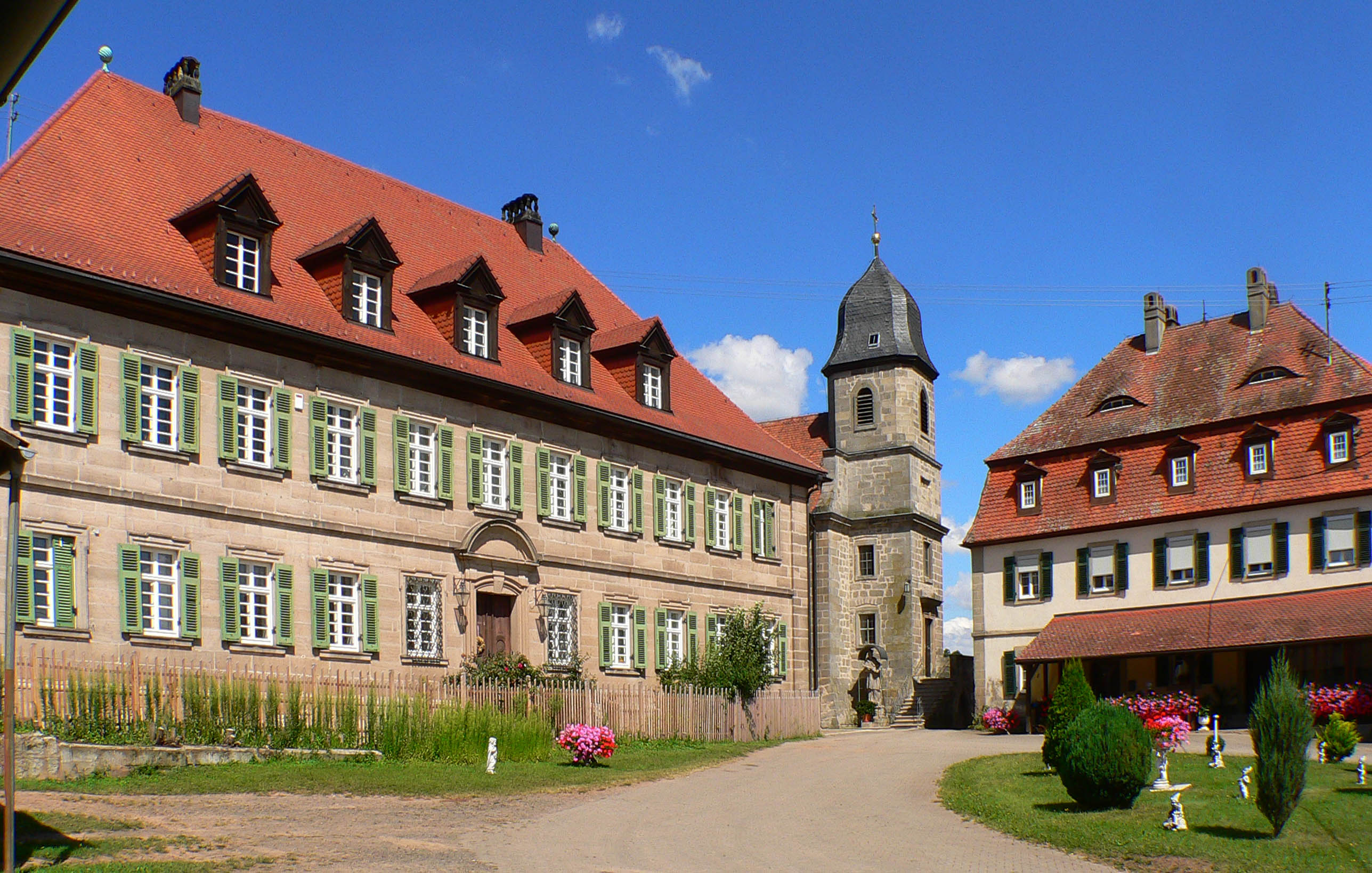
Schloss Stöckach

Stöckach war ein altes Lehensdorf des Hochstifts Würzburg und wurde erstmals 1340 urkundlich erwähnt. Der Ort ging als Lehen an viele Adelsgeschlechter. Von den Zollnern von Rottenstein kam das Dorf 1454 an den bischöflichen Hofmeister Georg Fuchs von Schweinshaupten. 1658 war Heinrich Ernst von Volgstädt in Besitz von Dorf und Rittergut. 1725 verkaufte es sein Nachfolger Dietrich Ernst von Volgstädt an die Herren von Hettersdorf. Diese ließen bis 1770 das Schloss Stöckach und die katholische Kirche erbauen. Möglicherweise zur Finanzierung verkauften sie 1770 das Dorf an die Familie von Drachsdorf, diesen folgten die Hutten zu Stolzenberg. 1908 war der Petersburger Gesandte Ernst Freiherr von Grunelius Schlossbesitzer. 1935 wurde das Gut durch die Bayerische Landessiedlung in selbstständige Bauernhöfe aufgeteilt. Das Schloss wurde 1730/33 von Ernst von Hettersdorf errichtet. Während der NS-Zeit wurde es als Arbeitsdienstlager für Frauen verwendet. Nach dem Zweiten Weltkrieg wurde das Schloss von 1946 bis 1952 als Altenheim genutzt. Ab 1955 war das Schloss längere Jahre Sitz des Fränkischen Theaters. Im Lauf der letzten Jahrzehnte wechselten mehrmals die Besitzer.
Am 1. Mai 1978 wurde der Ort im Zuge der Gebietsreform in Bayern in die Gemeinde Bundorf eingegliedert.

## Drehort für Filmarbeiten
Im Jahr 1976 war das Schloss Stöckach der Hauptdrehort für den Film Chinesisches Roulette des Regisseurs und Drehbuchautors Rainer Werner Fassbinder und seines Kameramanns Michael Ballhaus.